# Bandera de Castilla-La Mancha
La bandera de Castilla-La Mancha es uno de los símbolos representativos de la comunidad autónoma de Castilla-La Mancha, en España, y está definido por su Estatuto de Autonomía.

## Historia
Creada ya la Región de Castilla-La Mancha en régimen de preautonomía, y antes de elaborarse el Estatuto de autonomía, los partidos políticos presentes en el llamado ente preautonómico, deciden adoptar unos símbolos distintivos para la comunidad. La elección del distintivo fue objeto de estudios y propuestas. Se discutieron siete proyectos razonados en la reunión de la Junta celebrada en Albacete el 11 de enero de 1980, y finalmente fue elegido el presentado por Ramón José Maldonado y Cocat, heraldista manchego, académico correspondiente de la Historia, a cuya obra se debe gran parte de los escudos heráldicos municipales adoptados en la segunda mitad del siglo XX en la provincia de Ciudad Real.
La propuesta finalmente aprobada fue la siguiente:

RAMÓN JOSÉ MALDONADO COCAT, Académico correspondiente de las Reales de la Historia y de Bellas Artes de San Fernando, a petición de los partidos políticos: Unión de Centro Democrático, Alianza Popular y Partido Socialista Obrero Español, en ruego de que estudie y determine, sobre una posible bandera para la Región Manchega que recogiese en sus colores, sus orígenes históricos y su carácter como Región, tengo el honor de presentar el siguiente informe: la bandera partida (de arriba abajo), en dos tamaños, iguales. En el trozo de tela unido al asta, el escudo o Pendón de Castilla, antiguo Reino al que perteneció toda esta tierra y que es: en campo rojo carmesí el castillo de tres torres de oro mazonadas de negro y aclaradas de azul. El segundo trozo de color blanco, en recuerdo de las Órdenes Militares de Calatrava, Santiago y San Juan, cuyas gloriosas milicias conquistaron, organizaron y administraron la tierra manchega y cuyos pendones fueron siempre blancos y blanca la Cruz de San Juan, sobre rojo; las ciudades, villas y lugares que fueron de Señorío Real, están representadas en el primer cuartel de la bandera. -Es lo que a juicio del Académico que suscribe, puede representar el origen histórico de nuestra tierra y ser adoptada como Bandera de la Mancha-.
 En Ciudad Real, a 15 de diciembre de 1977

El correspondiente decreto aprobando la bandera se publicó en el número 1 del Boletín Oficial de la Junta de Comunidades, de fecha 20 de octubre de 1980.

## Regulación actual

Otro modelo de bandera de Castilla-La Mancha, no usual

La Ley Orgánica 9/1982, de 10 de agosto, del Estatuto de Autonomía de Castilla-La Mancha (BOE 16 de agosto de 1982), viene a consagrar la bandera diseñada por Maldonado, disponiendo en su artículo quinto:
1. La bandera de la región se compone de un rectángulo dividido verticalmente en dos cuadrados iguales: el primero, junto al mástil, de color rojo carmesí con un castillo de oro mazonado de sable y aclarado de azul y el segundo, blanco.
2. La bandera de la región ondeará en los edificios públicos de titularidad regional, provincial o municipal, y figurará al lado de la bandera de España, que ostentará lugar preeminente; también podrá figurar la representativa de los territorios históricos.
3. La Región de Castilla-La Mancha tendrá escudo e himno propios. Una Ley de Cortes de Castilla-La Mancha determinará el escudo y el himno de la región.
4. Las provincias, comarcas y municipios de la región conservarán sus banderas, escudos y emblemas tradicionales.

Por otra parte, el proyecto de Ley de reforma del Estatuto de autonomía de Castilla-La Mancha, que se encuentra en tramitación en el Congreso de los Diputados, traslada al artículo 4º la regulación de los símbolos regionales e incorpora ligeras modificaciones en el texto:[cita requerida]

Artículo 4º. Símbolos y fiesta oficial.
1. La bandera de la Comunidad Autónoma se compone de un rectángulo dividido verticalmente en dos cuadrados iguales: el primero, junto al mástil, de color rojo carmesí con un castillo de oro mazonado de sable y aclarado de azur y el segundo blanco.
La bandera de Castilla-La Mancha ondeará en los edificios públicos de titularidad regional, provincial o municipal y figurará al lado de la bandera de España, que ostentará lugar preeminente. De igual modo podrá figurar la representativa de los territorios históricos. Junto a las banderas de España y de Castilla-La Mancha figurará la bandera de la Unión Europea.
2. La Comunidad de Castilla-La Mancha tendrá escudo e himno propios en los términos establecidos por la ley.
3. El día de Castilla La-Mancha se celebra el 31 de mayo.
4. Las provincias, municipios y comarcas de la Comunidad Autónoma conservarán sus banderas, escudos y emblemas tradicionales.

En la actualidad no existe una regulación legal en vigor sobre el modelo oficial de bandera, ni sobre los colores exactos o el modelo del castillo, por lo que se producen frecuentes confusiones a este respecto. Todo ello sumado a que mientras el Estatuto de autonomía habla de «dos cuadrados iguales», lo que implica que las proporciones de la bandera deberían ser de 1:2, mientras que las banderas que usa la propia Junta de Comunidades son de proporciones 2:3, las mismas de la bandera de España.
Esa variación en las proporciones de la bandera se debe a que la Ley 39/1981, por la que se regula el uso de la bandera de España y el de otras banderas y enseñas, en su artículo 6.2, establece que cuando se utilice la bandera española junto con otras banderas, estas no podrán tener mayor tamaño. Es por ello que las banderas de la comunidad que se utilizan habitualmente, tienen las proporciones adaptadas para coincidir en tamaño con la bandera española.

## Curiosidades
- Los primeros movimientos autonomistas manchegos, creados a comienzos del siglo XX y que se circunscribían a Ciudad Real y parte de las provincias de Toledo, Cuenca y Albacete, usaron una bandera muy distinta, que, aunque no tuvo mucho uso, era conocida como la bandera de La Mancha. El diseño de esta bandera tiene su origen en la heráldica de las provincias manchegas: negro por Toledo, rojo por Cuenca, azul por Ciudad Real y blanco por Albacete.

- Los movimientos castellanistas por su parte, siempre han considerado el pendón carmesí de Castilla.

- Una circunstancia a reseñar es que a causa de la incorrecta descripción de la bandera que figura en el Estatuto (en el vigente y en el que viene) y disposiciones posteriores («dos cuadrados iguales»), se asume que las proporciones oficiales de la bandera son de 1:2, contraviniendo la norma general en las banderas españolas y en la mayoría de los países europeos de que éstas sean 2:3. Por la vía de hecho se ha corregido esta situación, confeccionándose y utilizándose las banderas en las proporciones más habituales (2:3), en lugar de las que establece el Estatuto, y con un diseño del castillo diferente al que figura en el modelo oficial de escudo.

- Otra curiosidad a reseñar es que, al contrario de lo que ocurre habitualmente, el escudo de Castilla-La Mancha tiene su origen en el diseño de la bandera y no a la inversa.

## Banderas históricas

Pendón histórico de Castilla, también utilizado por el castellanismo
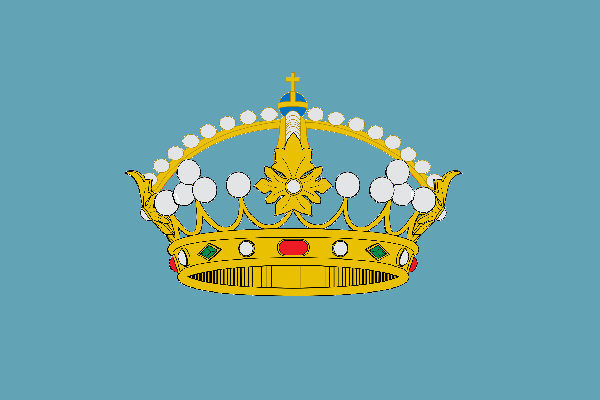
Pendón de Castilla la Nueva y su precursor, el reino de Toledo
Cruz de la Orden de Calatrava
Cruz de la Orden de Santiago
Cruz de la Orden de San Juan
Propuesta de bandera de La Mancha de 1906
Propuesta de bandera de La Mancha de 1919